# Crimea - Oro y secretos del Mar Negro

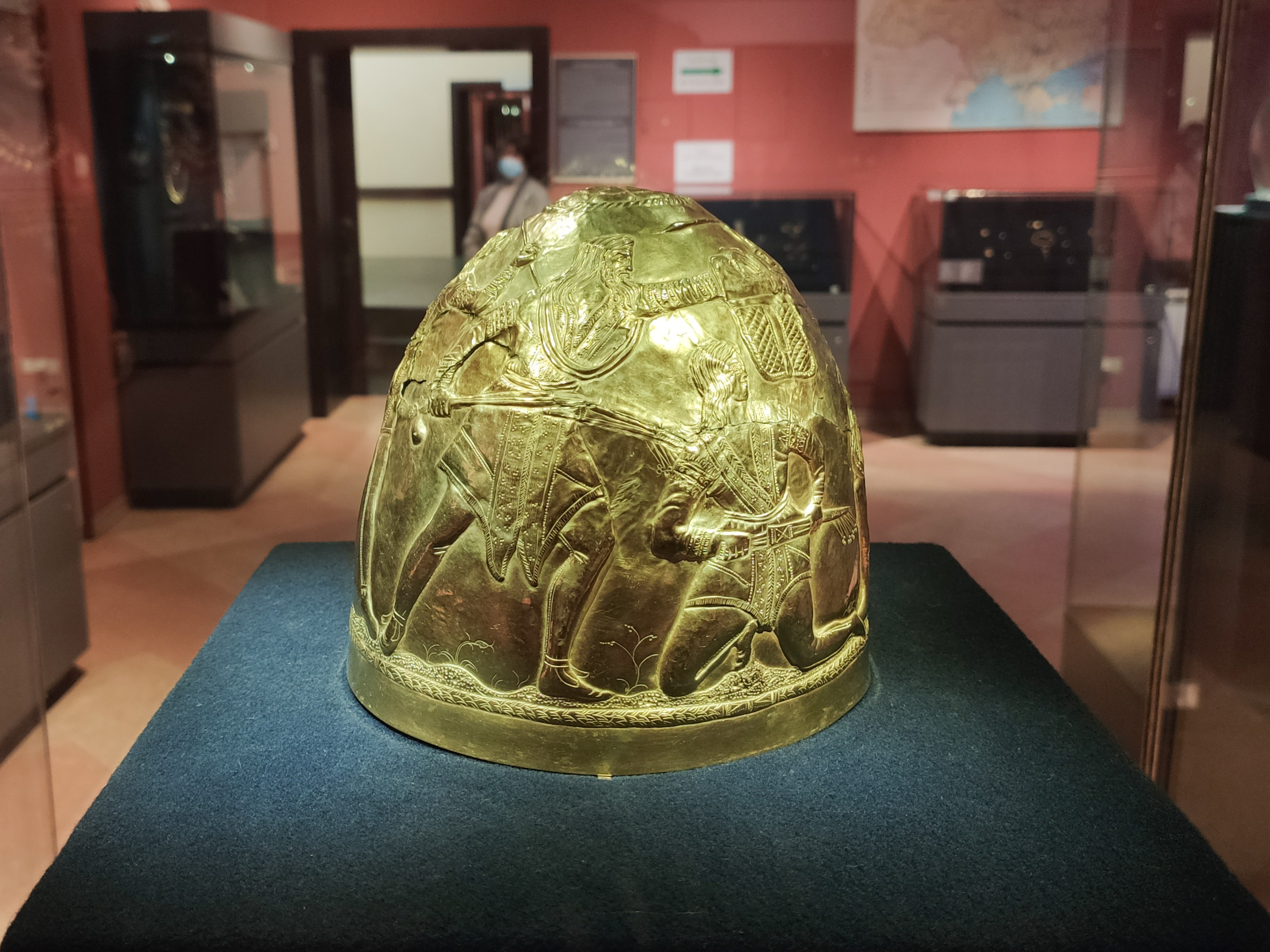
Casco de oro escita del siglo IV a.C. Una de las piezas de la exposición "Oro escita" de Ámsterdam y fue devuelta a Ucrania en 2014.

Crimea - Oro y secretos del Mar Negro - también llamada Oro escita - es una exposición de valor histórico y cultural que tuvo lugar a partir del 3 de julio de 2013 en el Rheinisches Landesmuseum Bonn y posteriormente en el Museo Allard Pierson con el apoyo de la Universidad de Ámsterdam del 7 de febrero al 31 de agosto de 2014. La exposición se formó a partir de las colecciones de seis museos y reservas históricas y culturales ucranianos. La exposición abarcaba el marco cronológico de la Antigüedad a la Alta Edad Media.
Tras la invasión rusa de Crimea a principios de 2014 y la ocupación de la península, la exposición se convirtió en objeto de disputas legales entre Ucrania, el Museo Allard Pierson y los museos de Crimea. En septiembre de 2014, parte de las piezas de la exposición que pertenecían a museos de Ucrania continental fueron devueltas a Ucrania. El 14 de diciembre de 2016, el tribunal de Ámsterdam dictaminó que las exposiciones procedentes de Crimea debían pertenecer a Ucrania, y no a la Crimea ocupada por Rusia. En este formato, este juicio fue el primero en la historia moderna de Ucrania. Anteriormente, la parte ucraniana no realizaba juicios con el Estado ocupante de su territorio.